# ゲオルギ・キンクラーゼ
ゲオルギ・キンクラーゼ（英語: Georgi Kinkladze、グルジア語: გიორგი ქინქლაძე、1973年7月6日 - ）は、グルジア (現国名：ジョージア)・トビリシ出身の元ジョージア代表サッカー選手。現役時代のポジションはMF。
ディナモ・トビリシではリーグ戦を3回、カップ戦を2回制覇し、ジョージア年間最優秀選手賞を2度受賞した。

## 生い立ち
ゲオルギ・キンクラーゼは1973年7月6日、当時はソビエト連邦の一部であったジョージアのトビリシに生まれた。技術者の父ロビンゾン、教師の母カトゥーナ、そして姉の4人家族でトビリシのDidube地区で暮らしていた。
父ロビンゾンはゲオルギをサッカー選手にするため、うさぎ跳びで家の中を歩かせることもあった。6歳になるとディナモ・トビリシのジュニアチームに加入した。母カトゥーナはロビンゾンの指導法に賛成しないこともあり、代わりにムティウルリというジョージアの民族舞踊にレッスンに連れて行った
。
数年後、キンクラーゼはディナモ・トビリシのユースチームに入団し、リザーブチームでもプレーした。この時のチームメイトに、後にトップチームや代表でもともにプレーすることになるショタ・アルベラーゼがいた。

## 経歴

### 初期の経歴
ソビエト連邦から独立したジョージア独自のリーグが結成された1991年、家族の友人はキンクラーゼのMretebi Tbilisiへの移籍を手配した。Mretebi Tbilisiは下部リーグに所属する小クラブだったが、キンクラーゼにとってはリザーブチームではなく、トップチームでプレーするチャンスが与えられた。キンクラーゼは16歳でデビューし、レギュラーに定着した。1991年には2部リーグで優勝し、プレーオフの入れ替え戦でも勝利を収め、昇格を果たした。
1部リーグで1年プレーした後、ユース時代に所属していたディナモ・トビリシと契約を交わした。移籍金は100万ルーブルであった。ディナモ・トビリシと契約した直後の1992年9月、代表にも選出され、アゼルバイジャン代表戦でデビューを果たした。ソビエト連邦が1991年に崩壊し、ジョージア代表が結成されてからまだ4試合目だった。ユース時代にチームメイトだったショタ・アルベラーゼも出場しており、キンクラーゼはアルベラーゼのゴールをアシストした。
ディナモ・トビリシでの1年目、リーグ戦とカップ戦の2冠を達成した。しかし、1991年から続いていたジョージア紛争により、ディナモ・トビリシの経営者は選手をより安定した環境に置こうとした。
その一環として、キンクラーゼはドイツの1.FCザールブリュッケンへレンタル移籍に出された。1994年3月4日、ブンデスリーガ2部でのテニス・ボルシア・ベルリン戦でザールブリュッケンでのデビューを果たした。ザールブリュッケンではレギュラーに定着できず、90分間フルで出場することはほとんどなかった。シーズンが終わるとトビリシに戻ってプレーを続け、1993年のジョージア年間最優秀選手賞を受賞した。ディナモ・トビリシのオーナー、メラブ・ジョルダニアはキンクラーゼを政情不安のジョージアでプレーさせることが落ち着かなく、アトレティコ・マドリードに約20万ポンドでのオファーを持ちかけ、トライアルまで進んだが契約には至らなかった。レアル・マドリードのリザーブチームでのトレーニングに参加していたところボカ・ジュニアーズのスカウトの目に留まり、1か月間の期限付きで移籍した。キンクラーゼは子どもの頃からの英雄ディエゴ・マラドーナにも会った。しかし司令塔のアルベルト・マウリシオにタイプが似ずぎているとシルビオ・マルソリーニ監督に見なされたため、ボカ・ジュニアーズと契約を結ぶことはできなかった。
1994年9月、モルドバ代表戦に出場すると、彼の試合でのパフォーマンス映像で見たイタリアの複数クラブが興味を示した。イタリアのメディアは彼を「黒海のリベラ」と名づけた。しかし彼の元に具体的なオファーが飛び込むことはなかった。マンチェスター・シティのフランシス・リー会長は映像を見ると、はじめて彼に交渉を持ちかけた。リー会長はジョルダニア会長と接触し、ディナモが選手を売却を希望する場合、シティが優先交渉権を持つことで合意に達した。
2か月後、キンクラーゼは5-0で勝利したウェールズ代表戦で代表初ゴールを決めた。ウェールズのゴールキーパーネヴィル・サウスオールは試合後、「彼らは我々を殺した...キンクラーゼは別次元で、圧倒的に優れた選手だ」と語った。翌1995年にはカーディフ・アームズ・パークで再びウェールズと対戦した。キンクラーゼは18mの距離から芸術的なループシュートを決め、これが決勝点となった。ディナモ・トビリシでのラストシーズンでは、再び2冠を達成した。キンクラーゼは21試合に出場し14得点を稼いだ。海外の複数クラブが彼に興味を示していた。ジョルダニアはリーとの合意を守り、キンクラーゼは1995年7月15日にマンチェスター・シティと契約した。移籍金は約200万ポンドと報じられた。労働許可が下りると、8月19日のトッテナム戦でデビューした。

### マンチェスター・シティ
1995-96シーズンのマンチェスター・シティは低迷していた。リーグ戦最初の3ヶ月で1勝しかできずにいたが、キンクラーゼはすぐに売れっ子になった。アストン・ヴィラFC戦でナイアル・クインからワンツーのパスを受け、シティでの初ゴールを決めた。当初キンクラーゼはホームシックにかかっていて、ホテルに閉じこもって英語もほとんど話さなかった。彼のホームシックを治すため、母がマンチェスターに行き、慣れ親しんだ料理を食べさせた。1995年12月9日、ミドルズブラFCとのアウェー戦での活躍で、メディアやサポーターは彼をスター選手とみなすようになった。この試合はキンクラーゼとミドルズブラのブラジル人司令塔ジュニーニョ・パウリスタとの対決として宣伝された。キンクラーゼは先制ゴールを挙げるなど孤軍奮闘したが、ミドルズブラが4-1で勝利した。しかし、ミドルズブラのサポーターはキンクラーゼを「対戦チームのシーズン最優秀選手」に投票で選出した。1996年3月16日、キンクラーゼは2-1で勝利したサウサンプトンFCで目を見張るようなゴールを決めた。彼は5人の選手をかわし、デイヴ・ビーサントが守るゴールを破った。このゴールはBBCの番組『マッチ・オブ・ザ・デイ』で月間ベストゴールに選ばれた。また年間ベストゴールでも2位となった。
シーズンの最終日、マンチェスター・シティはフットボールリーグ・ディヴィジョン1に降格することになり、キンクラーゼにはFCバルセロナ、インテルナツィオナーレ・ミラノ、リヴァプールFC、セルティックFCといったクラブからの移籍話が飛び込んできたが、彼はマンチェスター・シティで引き続きプレーすることを選んだ。キンクラーゼは1995-96シーズンのチーム年間最優秀選手に選ばれた。1996-97シーズンは激動のシーズンで、キンクラーゼは1シーズンだけで計5人の監督の下でプレーした。キース・カールがチームを去ると、ペナルティーキックのキッカーを任されるようになった。またフリーキックでも多くのゴールを決めた。スウィンドン・タウンFC戦では32mの距離からフリーキックで得点を挙げ、マンチェスターの地元紙『マンチェスター・イブニング・ニュース』は「ミサイルのようだ」と表現した。ディヴィジョン1（2部）では、キンクラーゼはしばしば2～3人からマンマークを受けた。キンクラーゼの組み立て能力に対抗するために、荒っぽいタックルで止めるチームもあった。1997年1月11日のクリスタル・パレスFC戦では、デイヴィッド・ホプキンのタックルを受け、担架で運ばれた。マンチェスター・シティは昇格圏外でシーズンを終え、キンクラーゼがクラブを去るという憶測も再び沸き起こった。1997年3月3日、シーズン最終戦となったレディングFCを3-2の勝利で飾り、サポーターはこの試合を怪我のため欠場したキンクラーゼの残留を呼び掛けた。サポーターのグループが広告料を出し合い、ハーフタイムにはスコアボードにメッセージが映し出された。キンクラーゼは2年連続でチーム年間最優秀選手に選ばれた。シーズン終了から1ヶ月後、彼はクラブに残る意向を表明し、新たに3年契約にサインした。キンクラーゼは新たな契約による収入でフェラーリを購入したが、1997年10月29日にマンチェスター市内の橋で事故を起こした。キンクラーゼは30針以上縫う怪我を負い、2試合欠場した。
マンチェスター・シティの低迷は1997-98シーズンも続き、1998年2月17日にはフランク・クラーク監督が解任された。彼に変わり、ジョー・ロイルが2月18日に新監督に就任した。彼は現役時代、守備的ミッドフィールダーとして高い評価を受けていた。前年まで率いていたエヴァートンFCは厳しいタックルを使うチームで、「Dogs of War」というニックネームが付けられていた。ロイルは降格圏で戦うチームの中で、キンクラーゼは手の届かない贅沢品だと考え、最初の理事会で「キンクラーゼを売却しなければならない」と述べた。ロイル新監督体制で2試合を消化した後、キンクラーゼは膝を負傷し、1か月間戦列を離脱した。前の週にはほとんど練習に参加しなかったにもかかわらず、3月14日のポート・ヴェイルFCで早くも復帰を果たした。ポート・ヴェイルはフィジカルが強いチームで、ぬかるんだコンディションは彼らにとって有利に働いた。キンクラーゼは彼にとって不愉快なポジションの右ウイングでプレーし、『マンチェスター・イブニング・ニュース』は「ほとんど目立たなかった」と評した。シティは2-1で敗れ、ロイルはキンクラーゼを努力不足だと厳しく批判し、その後6試合ベンチ外とした。2005年、ロイルは自伝の中でキンクラーゼのことを次のように表現した。「サポーターにとって、彼は唯一の希望だったが、私にとっては大きな障害だった。キンクラーゼに依存するのが悪いと言っているわけではないが、カルト的な現象になりすぎるのは良くない。彼がシティに来てから、あまりにも頻繁にチームの調子が落ちる。一般的な意見には反するが、彼は私の足を引っ張っていると推測せざるを得ない
。」リーグ戦2試合を残し、マンチェスター・シティは降格圏に沈んでいた。キンクラーゼはQPRをホームに迎えた試合でスタメンに復帰した。QPRのヴィニー・ジョーンズは凶暴な選手として知られ、「一番良い選手を早い段階で片づければ勝てる」という哲学を持っていた。ジョーンズは試合が始まる前からキンクラーゼにターゲットを絞っていた。キンクラーゼはフリーキックで得点を決めたが、『オブザーバー』の記者が「災難」と表現したジェイミー・ポロックのオウンゴールなどもあり、シティはリードを守りきれず、試合は2-2の引き分けに終わった
。最終戦は5-2でストーク・シティFCに勝利したものの、結局シティは3シーズンで2回の降格を経験することとなった。キンクラーゼはマンチェスター・シティで通算119試合に出場し、22得点を記録した。

### アヤックス
シーズンの終盤数ヶ月で移籍交渉が行われ、キンクラーゼはマンチェスター・シティからオランダのアヤックス・アムステルダムへ500万ユーロで移籍した。この移籍によってショタ・アルベラーゼと再会することになり、アムステルダムでシェアハウスをすることになった。だが、アヤックスではうまくいかずに終わった。キンクラーゼは当初ヤリ・リトマネンの代わりとして契約したが、リトマネンのバルセロナへの移籍が失敗に終わったため、アヤックスに残留することになった。
その結果、キンクラーゼは不慣れな左ウイングでプレーした。デビュー戦は1998年8月23日のヴィレムIIだったが、その後先発出場は少なかった。さらに悪いことに、モアテン・オルセン監督がシーズン序盤で解任され、ヤン・ボウタース新監督とは意見が一致せず、キンクラーゼはチーム内で居場所を失った
。「私はマラドーナになれたかもしれないが、彼は私に合ったシステムに変えようとしなかった。サッカーをプレーできず、生活は地獄に落ちた。」とキンクラーゼは後に回想した。彼はすぐに別の場所に目を向けた。イングランドの一流クラブが彼に興味を示したが、就労許可が下りなかった。アヤックスでの試合出場が少なかったため、代表チームでも居場所を失っていた。クラブでの地位を確立できず、怪我にも引き続き悩まされ、アヤックスでの移籍初年度は12試合の出場に終わった。
2シーズン目には背番号も与えられず、リザーブチームでトレーニングを積んだ。1999年9月にはシェフィールド・ユナイテッドFCへ移籍するとの噂があったが、実現はしなかった。2か月後、ダービー・カウンティFCへの期限付き移籍という形でイングランドへの復帰が決まった。

### ダービー・カウンティ
キンクラーゼがダービー・カウンティと契約したとき、代表のレギュラーで出場できておらず、労働許可が自動的には下りなかった。だが、彼のイングランドでの活躍を鑑み、調査委員会は特別な許可を出した。1999年11月28日、アーセナルFC戦でアヴィ・ニムニとの交代で移籍後初出場した。2000年3月4日のウィンブルドンFC戦で移籍後初得点を決めた。シーズンが終わると、ダービー・カウンティへの完全移籍が決まった。移籍金は300万ユーロで、この金額は2007年までクラブとしての最高額だった
。
2000-01シーズンはヘルニアの治療のため開幕に間に合わず、キンクラーゼがチームの主役になると予期していたジム・スミス監督を失望させた。2000年9月6日のミドルズブラ戦でマルコム・クリスティーと同時に途中出場し、復帰した。ミドルズブラに3-0とリードされた状態で投入されたが、ダービーはその後3得点を挙げ、引き分けに持ち込んだ。その後4か月、ステファノ・エラーニオとのローテーションで先発出場や途中出場していたが、ミドルズブラ戦で股関節を故障し、2か月間離脱した。キンクラーゼはシーズンを通じてほとんど輝きを見せず、『ガーディアン』はダービーのシーズンで一番の失望だったと酷評した。9月23日のリーズ・ユナイテッドAFC戦では珍しく良いパフォーマンスを見せた。後半28分から途中出場すると、その2分後に2人のディフェンダーをかわし、左足でゴールキーパーの頭上を越えるゴールを決め、1-1の同点に追いついた。ダービーはシーズンの大半で残留争いを強いられたが、降格は免れた。怪我や能力を発揮できなかったこともあり、良いオファーが届かず、キンクラーゼはクラブに残留した。
キンクラーゼにとって、2001-02シーズンの序盤は前シーズンと似たようなパターンで、先発出場と途中出場を繰り返した。ジム・スミス監督が2001年10月7日に辞任すると、スミスのお気に入りだったキンクラーゼはひどく落ち込んだ。新たに監督に就任したコリン・トッドはチームスタイルの変更を示唆した。トッドは天賦の才能を持った選手を好まず、キンクラーゼは監督が代わってから2か月間でわずか1試合に途中出場しただけだった。キンクラーゼは出場機会の少なさに苛立ち、チームから排除されていることについて弁護士を立てて話し合いの場を設けるという、異例の方法をとった。これに対し、もしクラブに不満を抱いているなら移籍することもできる、とトッドは応じた。キンクラーゼの代理人によれば、マンチェスター・シティ、スペインのバレンシアCFやRCDマヨルカ、マラガCFが興味を示したという。
しかし、リーグ戦で最下位より1つ上の19位に低迷していたため、2002年1月14日にトッドが解任され、1月30日にジョン・グレゴリーが新監督に任命された。キンクラーゼはクラブに残留し、シーズンの残りはレギュラーとしてプレーした。しかしダービーの不振は続き、キンクラーゼはキャリアで3回目の降格を経験することとなった。クラブは3500万ポンドの負債を抱えており、総額で年間1700万ポンドの賃金の削減に乗り出した。ダービーは高額な年俸の選手を厄介払いすることとし、クラブにいても未来はないと知らせた。キンクラーゼの契約は2003年夏までだったものの、クラブを離れたがらず、トルコのリーグ王者ガラタサライからのオファーを断った。
クラブはキンクラーゼとの契約を終わらせようとしたが、彼はリザーブチームで9月29日までの期限でトレーニングを続けた。2002-03シーズン第4節のウルヴァーハンプトン戦、第5節のロザラム戦に連敗した後にトップチームに復帰し、8月31日のストーク・シティ戦で膠着状態となった後半に投入された。彼の投入によって試合の流れが決定的に変わり、ダービーは2-0で勝利した。キンクラーゼは両方のゴールに関わった。彼は故障のため、2002年の残りの試合の約半分を欠場した。2002年10月、ジョージア代表のアレクサンドル・チバーゼ監督はロシア代表との試合で、意外にもキンクラーゼとキャプテンのゲオルギ・ネムサーゼを招集外としたことで、国内で物議を醸した。
キンクラーゼは「自分のコンディションが悪かったときも、監督はいつも電話で自分のプレーについて尋ね、代表に呼んでくれた。今はチームにフィットし、ゴールを決めているのに招集されず、電話もかかってこない」と驚きと失望を口にした。キンクラーゼとネムサーゼは、次のUEFA欧州選手権予選のアイルランド代表戦ではスタメンに復帰した。ダービーの財政状況が悪かったため、1月まで3か月以上給料未払いの状態が続いていた。彼はチームを退団するつもりでいて、代理人はドイツのハンブルガーSVやガラタサライが興味を示していると認めていたが、移籍には至らず、クラブに残留した。シーズン後半は出場機会が増え、サポーターによってダービーの年間最優秀選手に選ばれた。ダービーはシーズンをリーグ下位で終え、来シーズンに向けてはパラシュートペイメント（降格救済金）の分配が切れるため、コストを削減する必要に迫られた。その結果、ダービーはキンクラーゼに1年間のオファーを出したが、年俸は以前の契約の3分の1であった。キンクラーゼはこの契約延長の提案を断り、タイトルを狙えるチャンスのあるチームへの移籍を熱望した。この目的に向け、2003年5月にリバプールとの話し合いを行った。ダービーとの交渉は前向きな結論には達せず、クラブを去ることになった。
プレシーズンはクラブに所属せず、前の代理人ジム・スミスがスタッフを務めているポーツマスFCでトレーニングをした。しかしポーツマスはキンクラーゼではなく、マンチェスター・シティに所属していた司令塔エヤル・ベルコヴィッチとの契約を決断した。それから数ヶ月はスコットランドに渡り、ダンディーFCやセルティックとも連絡を取ったが、契約には至らなかった。
彼はリーズ・ユナイテッドAFCのトライアルに参加し、契約を得るためにリザーブチームでもプレーした。しかし報道によれば、トレーニングに遅刻し、エディー・グレイ監督はキンクラーゼのトライアルを打ち切った。
結果として、彼は個人でトレーニングをすることになり、ロシア代表とのリターンマッチに向けた代表チームでも居場所を失った。2003年12月、パナシナイコスFCのオーナー、ヤニス・ヴァルディーノギアンニスの招待を受けて、1週間のトライアルに参加した。しかし、トライアル終了後、クラブは彼と契約しないことを決定した。半年後、ロシアに渡り、FCシンニク・ヤロスラヴリと交渉したが、ここでも契約を得られなかった。

### アノルトシス
2004年10月まで、1年半無所属の期間が続いた。かつて代表でチームメイトだったテムリ・ケツバイアはキプロスのアノルトシス・ファマグスタの選手兼任監督を務めており、ケツバイアはかつての友人にキャリアを立て直すチャンスを与えるため、アノルトシスでプレーするオファーを出した。11月21日、キンクラーゼはタイトルを争うAPOELニコシア戦でデビューし、得点も決めた。5-0で勝利したオリンピアコス・ニコシア戦でも得点を決めた。翌年2月にはリトアニア代表との親善試合で代表に呼び戻された。当初、彼の契約は1シーズンのみであったが、クラブは契約をもう1年延長した。アノルトシスはキプロス・ファーストディビジョンで優勝し、UEFAチャンピオンズリーグ 2005-06予選の出場権を獲得する重視都した内容でシーズンを終えた。チャンピオンズリーグ予選では1回戦のFCディナモ・ミンスク戦では1stレグと2ndレグに先発出場、2回戦のトラブゾンスポル戦では2試合とも途中出場、3回戦のレンジャーズFCでは1stレグにフル出場した。レンジャーズ戦でのプレーがFCルビン・カザンのグルバン・ベルディエフ監督の目に留まり、ベルディエフは彼をクラブに招待した。2005年8月22日、アノルトシスでの最後の試合となったキプロス・スーパーカップのオモニア・ニコシア戦を終えると、その2日後、レンジャーズとの2stレグが行われていた日に、ルビン・カザンとの契約を結ぶために出発した。

### ルビン・カザン
8月26日、アノルトシスとルビン・カザン間で合意に達した。キンクラーゼはシーズン終了までの契約にサインした。キンクラーゼはロシアサッカー・プレミアリーグでプレーするジョージア人選手としては、最も優勝経験が多い選手となった。キンクラーゼは翌日のFCロストフ戦で早くもデビューした。コーナーキックからヴィタリス・アスタフイェフスのゴールをアシストするなど、個人レベルではデビュー戦の出来は良かった。その後2試合はデビュー戦ほど目立たなく、いずれも途中交代した。ベルディエフ監督の信頼には影響がなく、試合後のミーティングでも「彼には時間が必要だ。彼は経験豊かな選手で、チームを助けるだろう」とキンクラーゼを擁護した。次のFCテレク・グロズヌイ戦は5-1で勝利し、キンクラーゼは2ゴール2アシストと勝利に大きく貢献した。しかしFCトム・トムスク戦ではPKを失敗するなど、低調な出来だった。試合後、ベルディエフ監督はキンクラーゼをPKのキッカーに選んだのは間違いだったと主張した。
ベルディエフ監督はキンクラーゼをチームで使うことに懸念があったものの、キンクラーゼは4-2-3-1のフォーメーションの攻撃的MFのうちの1人として使われた。キンクラーゼの即興的なひらめきを好み、テクニックあふれるプレースタイルはチームの攻撃によりバラエティをもたらし、ベルディエフ監督が好んだ控えめなプレースタイルとは対照的だった。彼は4試合連続でアシストを記録した。最も重要だったのは、翌年のUEFAヨーロッパリーグ出場権を決定付けたFCゼニト・サンクトペテルブルク戦でのアシストだった。その後、彼はブルガリア代表とヨルダン代表との親善試合に向けて代表チームに招集されたが、肉離れを起こし代表戦とルビン・カザンのリーグ最終戦を欠場した。2005シーズンは9試合の出場で2ゴール7アシストという結果だった。
前シーズンの初めに所属していたアノルトシスからの再契約の動きがあり、ルビン・カザンはキンクラーゼへの契約延長のオファーを先延ばしにしていたが、キンクラーゼはアノルトシスからのオファーを断り、ルビン・カザンに留まることを望んだ。ルビン・カザンはキンクラーゼが残留することへの願望はあるものの、契約交渉は家庭の理由により先延ばしになっており、1月中旬までに新たな1年契約の合意に達する予定だと表明した。
2005シーズンは成功を収め、キンクラーゼは38歳までプレーしたいと語っていたが、2006シーズンが彼の最後のシーズンとなった。FCシンニク・ヤロスラヴリとのカップ戦で負傷し、これが彼がフル出場した最後の試合となった。古傷の再発によって予想より長い戦線離脱を強いられ、5月末にようやく本格的な練習が再開できた。キンクラーゼは身体の調子を維持するために、奮闘を続けた。2006年8月20日のロストフ戦がキンクラーゼのキャリアで最後の試合となった。9月に代表チームに招集されたが、控えで出場機会はなかった。その後すぐ、別の治療を受けた。10月、ベンチ入りしながらも出場がなかったことが一度あった。ルビン・カザンの最高責任者は報道機関に「チームのジョージア人選手の練習やサッカーへの姿勢に関して疑問がある」と発表し、キンクラーゼと彼の同胞たちへの風当りが強くなった。11月、キンクラーゼは再び負傷し、シーズンの残りに出場できなくなった。
キンクラーゼにとって残念な年の後、ルビン・カザンは彼との契約を更新しない決断をした。2007年1月、以前所属していたアノルトシスと話し合いの場を設けたが、移籍は実現しなかった。2007年8月、かつて代表でチームメイトだったマルハズ・アサティアニへのインタビューによって、キンクラーゼは引退してモスクワにいることが確認された。キンクラーゼは後に代理人となり、2011年8月に以前所属していたアノルトシスに戻り、2012年6月まで勤めた。

## 個人成績
| クラブ                 | シーズン  | リーグ | リーグ | カップ | カップ | 国際大会 | 国際大会 | 合計 | 合計 |
| クラブ                 | シーズン  | 出場   | 得点   | 出場   | 得点   | 出場     | 得点     | 出場 | 得点 |
| ---------------------- | --------- | ------ | ------ | ------ | ------ | -------- | -------- | ---- | ---- |
| Mretebi Tbilisi        | 1990      | 34     | 8      | -      | -      | -        | -        | 34   | 8    |
| Mretebi Tbilisi        | 1991      | 16     | 1      | -      | -      | -        | -        | 16   | 1    |
| Mretebi Tbilisi        | 1992      | 30     | 9      | -      | -      | -        | -        | 30   | 9    |
| ディナモ・トビリシ     | 1992-93   | 30     | 14     | 4      | 0      | 0        | 0        | 34   | 14   |
| ディナモ・トビリシ     | 1993-94   | 14     | 13     | 0      | 0      | 0        | 0        | 14   | 13   |
| ザールブリュッケン     | 1993-94   | 11     | 0      | 0      | 0      | -        | -        | 11   | 0    |
| ボカ・ジュニアーズ     | 1994      | 3      | 0      | 0      | 0      | -        | -        | 3    | 0    |
| ディナモ・トビリシ     | 1994-95   | 21     | 14     | 4      | 0      | 4        | 2        | 29   | 16   |
| マンチェスター・シティ | 1995-96   | 37     | 4      | 7      | 1      | 0        | 0        | 44   | 5    |
| マンチェスター・シティ | 1996-97   | 39     | 12     | 4      | 0      | 0        | 0        | 43   | 4    |
| マンチェスター・シティ | 1997-98   | 30     | 4      | 2      | 1      | 0        | 0        | 32   | 5    |
| アヤックス             | 1998-99   | 12     | 0      | 3      | 0      | 2        | 0        | 17   | 0    |
| ダービー               | 1999-2000 | 17     | 1      | 1      | 0      | 0        | 0        | 18   | 1    |
| ダービー               | 2000-01   | 24     | 1      | 3      | 0      | 0        | 0        | 27   | 1    |
| ダービー               | 2001-02   | 24     | 1      | 1      | 1      | 0        | 0        | 25   | 2    |
| ダービー               | 2002-03   | 28     | 4      | 2      | 0      | 0        | 0        | 30   | 4    |
| アノルトシス           | 2004-05   | 22     | 2      | 0      | 0      | 0        | 0        | 22   | 2    |
| アノルトシス           | 2005-06   | 0      | 0      | 0      | 0      | 5        | 0        | 5    | 0    |
| ルビン・カザン         | 2005      | 9      | 2      | 0      | 0      | 0        | 0        | 9    | 2    |
| ルビン・カザン         | 2006      | 4      | 0      | 0      | 0      | 0        | 0        | 4    | 0    |
| 通算                   | 通算      | 405    | 90     | 31     | 3      | 11       | 2        | 447  | 95   |

### 代表
| ジョージア代表 | 国際Aマッチ | 国際Aマッチ |
| 年             | 出場        | 得点        |
| -------------- | ----------- | ----------- |
| 1992           | 1           | 0           |
| 1993           | 0           | 0           |
| 1994           | 10          | 1           |
| 1995           | 5           | 2           |
| 1996           | 6           | 1           |
| 1997           | 6           | 2           |
| 1998           | 8           | 1           |
| 1999           | 1           | 0           |
| 2000           | 5           | 2           |
| 2001           | 6           | 0           |
| 2002           | 3           | 0           |
| 2003           | 2           | 0           |
| 2004           | 3           | 0           |
| 2005           | 1           | 0           |
| 通算           | 57          | 9           |

### 代表でのゴール
| #  | 開催年月日     | 開催地                                           | 対戦国     | スコア | 結果 | 試合概要                                |
| -- | -------------- | ------------------------------------------------ | ---------- | ------ | ---- | --------------------------------------- |
| 1. | 1994年11月16日 | トビリシ、ボリス・パイチャーゼ・スタジアム       | ジョージア | 2-0    | 5-0  | UEFA EURO '96予選                       |
| 2. | 1995年6月7日   | カーディフ、カーディフ・アームズ・パーク         | ウェールズ | 1-0    | 1-0  | UEFA EURO '96予選                       |
| 3. | 1995年10月11日 | トビリシ、ボリス・パイチャーゼ・スタジアム       | ブルガリア | 2-0    | 2-1  | UEFA EURO '96予選                       |
| 4. | 1997年3月29日  | トビリシ、ボリス・パイチャーゼ・スタジアム       | アルメニア | 2-0    | 7-0  | 親善試合                                |
| 5. | 1997年6月2日   | バトゥミ、Tsentral Stadium                       | モルドバ   | 2-0    | 2-0  | 1998 FIFAワールドカップ・ヨーロッパ予選 |
| 6. | 1998年5月2日   | スース、スタッド・オリンピック・ド・スース       | チュニジア | 1-0    | 1-1  | 親善試合                                |
| 7. | 2000年3月29日  | アシュケロン、サーラ・スタジアム                 | イスラエル | 1-0    | 1-1  | 親善試合                                |
| 8. | 2000年10月7日  | カウナス、ダリウス・アンド・ギレナス・スタジアム | リトアニア | 3-0    | 4-0  | 2002 FIFAワールドカップ・ヨーロッパ予選 |

## タイトル
ディナモ・トビリシ
- ウマグレシ・リーガ : 1992-93, 1993-94, 1994-95
- サカルトヴェロス・タシ : 1992-93, 1994-95

アノルトシス・ファグマスタ
- キプロス・ファーストディビジョン : 2004-05